# Charles Bourcier
Pour les articles homonymes, voir Bourcier.
 (novembre 2023).
La mise en forme du texte ne suit pas les recommandations de Wikipédia : il faut le « wikifier ».
Les points d'amélioration suivants sont les cas les plus fréquents. Le détail des points à revoir est peut-être précisé sur la page de discussion.
- Les titres sont pré-formatés par le logiciel. Ils ne sont ni en capitales, ni en gras.
- Le texte ne doit pas être écrit en capitales (les noms de famille non plus), ni en gras, ni en italique, ni en « petit »…
- Le gras n'est utilisé que pour surligner le titre de l'article dans l'introduction, une seule fois.
- L'italique est rarement utilisé : mots en langue étrangère, titres d'œuvres, noms de bateaux, etc.
- Les citations ne sont pas en italique mais en corps de texte normal. Elles sont entourées par des guillemets français : « et ».
- Les listes à puces sont à éviter, des paragraphes rédigés étant largement préférés. Les tableaux sont à réserver à la présentation de données structurées (résultats, etc.).
- Les appels de note de bas de page (petits chiffres en exposant, introduits par l'outil «  Source ») sont à placer entre la fin de phrase et le point final[comme ça].
- Les liens internes (vers d'autres articles de Wikipédia) sont à choisir avec parcimonie. Créez des liens vers des articles approfondissant le sujet. Les termes génériques sans rapport avec le sujet sont à éviter, ainsi que les répétitions de liens vers un même terme.
- Les liens externes sont à placer uniquement dans une section « Liens externes », à la fin de l'article. Ces liens sont à choisir avec parcimonie suivant les règles définies. Si un lien sert de source à l'article, son insertion dans le texte est à faire par les notes de bas de page.
- La présentation des références doit suivre les conventions bibliographiques. Il est recommandé d'utiliser les modèles {{Ouvrage}}, {{Chapitre}}, {{Article}}, {{Lien web}} et/ou {{Bibliographie}}. Le mode d'édition visuel peut mettre en forme automatiquement les références.
- Insérer une infobox (cadre d'informations à droite) n'est pas obligatoire pour parachever la mise en page.

Pour une aide détaillée, merci de consulter Aide:Wikification.
Si vous pensez que ces points ont été résolus, vous pouvez retirer ce bandeau et améliorer la mise en forme d'un autre article.
Charles Bourcier est un prêtre de la paroisse de Cergy dont il a été le curé de 1890 à 1923 ,.
Il est né à Courcelles-sur-Viosne avec les prénoms Louis Jules puis entre l'âge de quatre et neuf ans ses parents le prénomment Charles,, prénom qu'il utilisera toute sa vie.

## Origines familiales et études
Charles est le fils cadet d'une famille très modeste de 4 enfants, le père Bourcier Louis Paul et sa femme Fillette Émélie sont marchands de chiffons en 1856 à Courcelles-sur-Viosne.

## Curé et sculpteur à Cergy
Pendant son ministère Charles entreprend des rénovations et des sculptures sur l'église Saint-Christophe de Cergy, en parallèle des travaux lancés en 1905 sous la direction de l'architecte parisien Albert Guilbert.
Il réalise la décoration du bas-relief garnissant le tympan du portail du XIIIe siècle illustrant la légende de saint Christophe.

En 1906 cette sculpture est terminée et on peut lire une critique élogieuse de celle-ci dans "Le semeur de Pontoise" par un étudiant des beaux-arts.

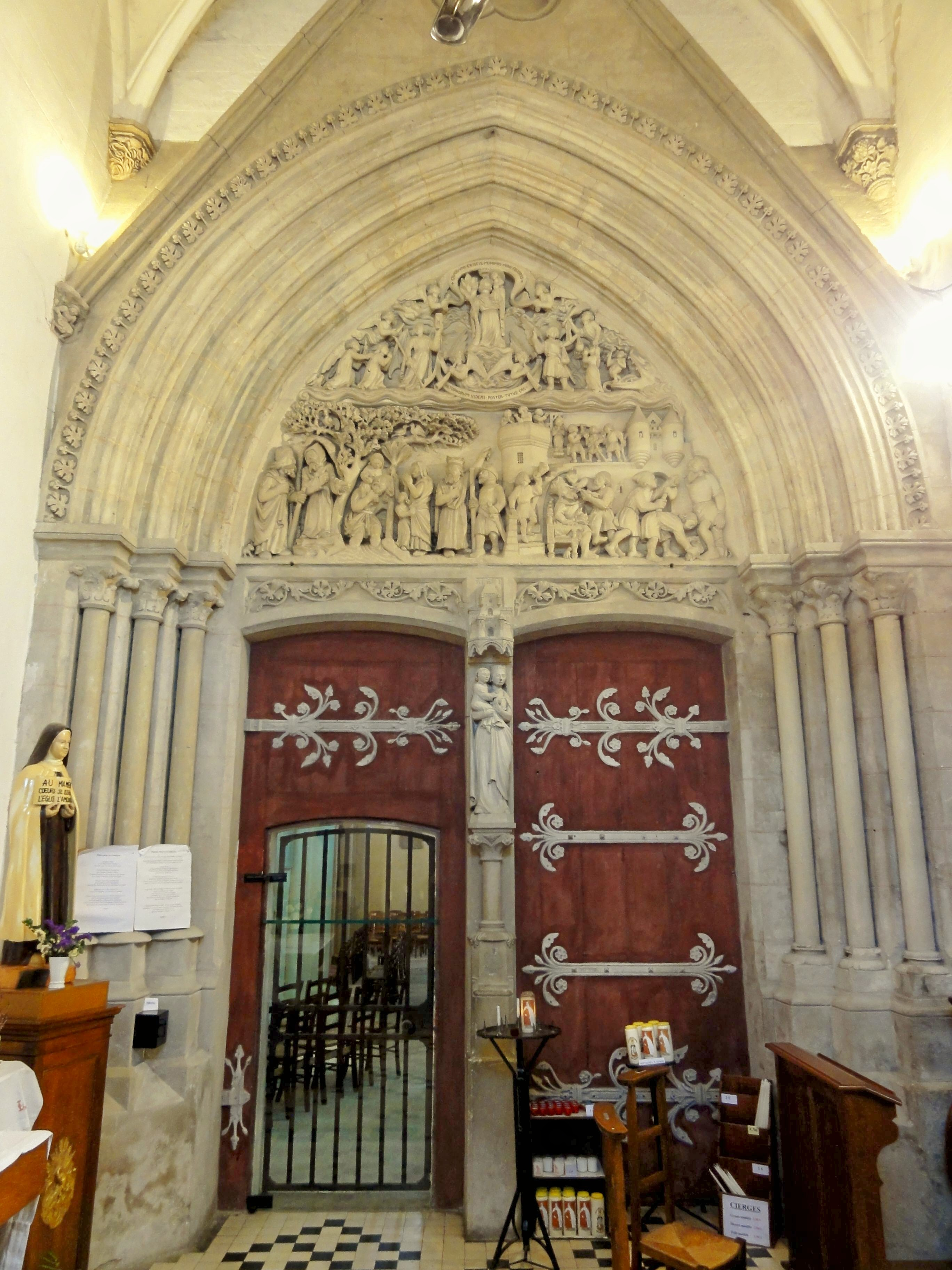
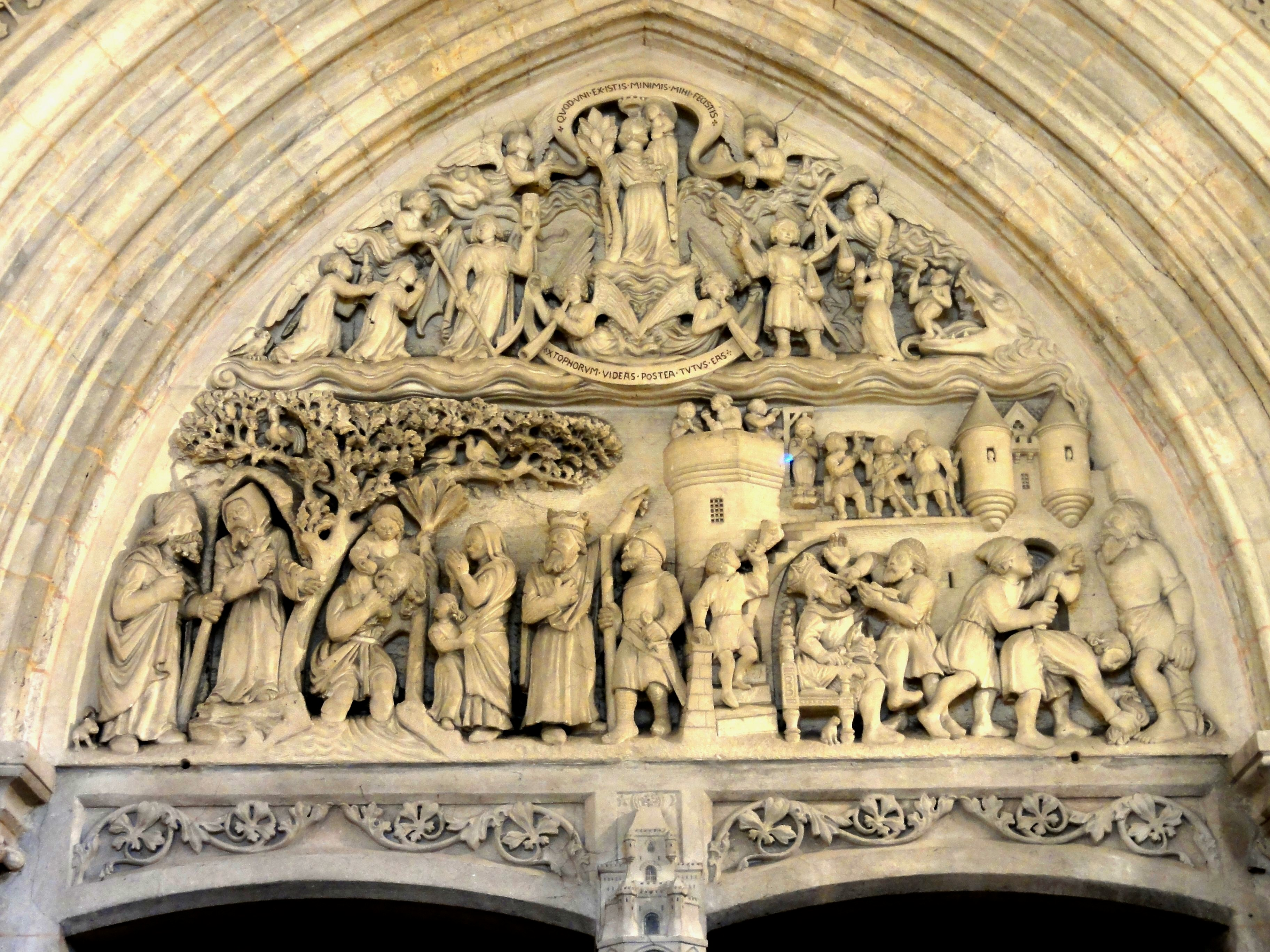
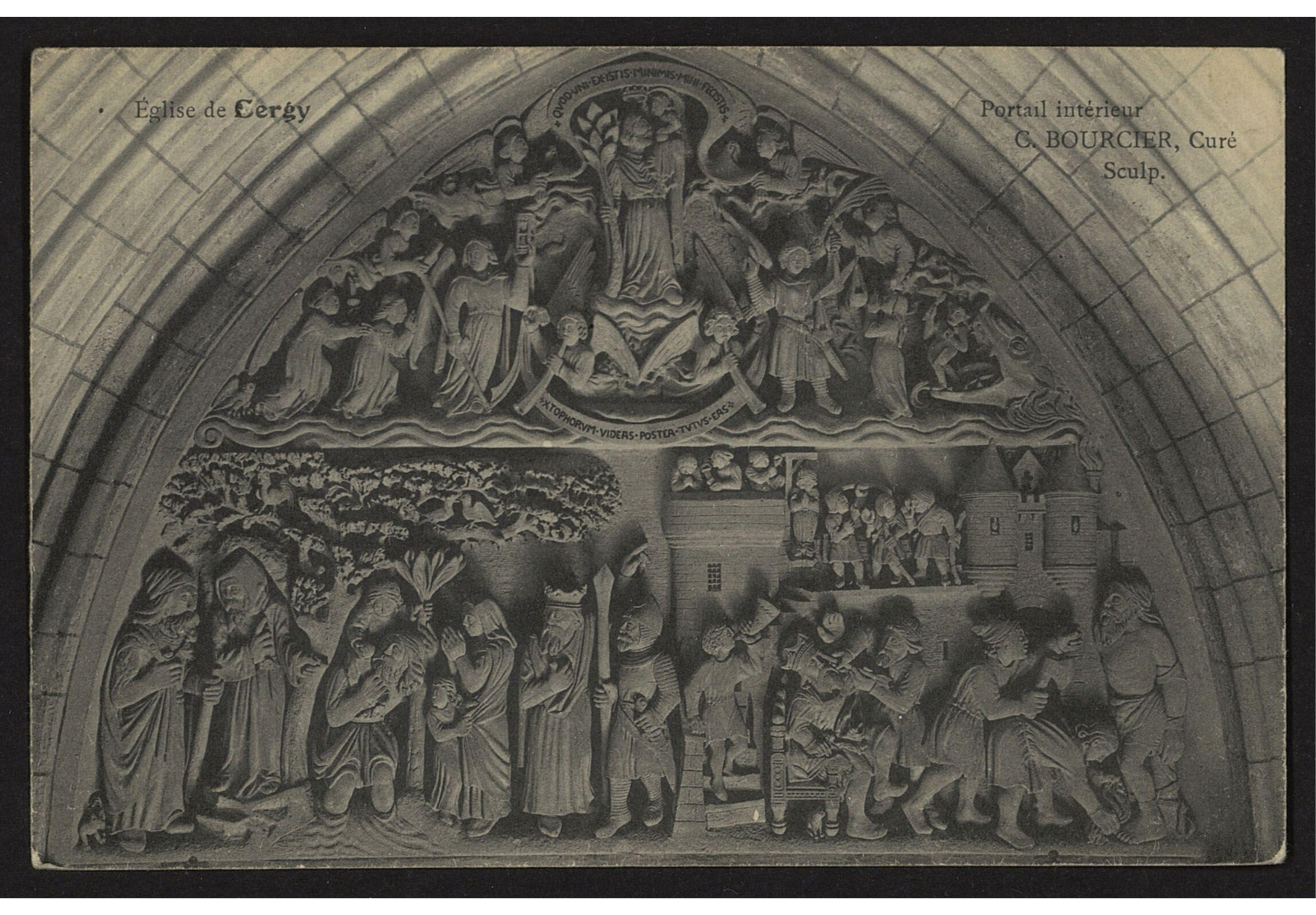

Peu après il réalisera aussi la décoration de la petite porte à l'ouest de l'église.

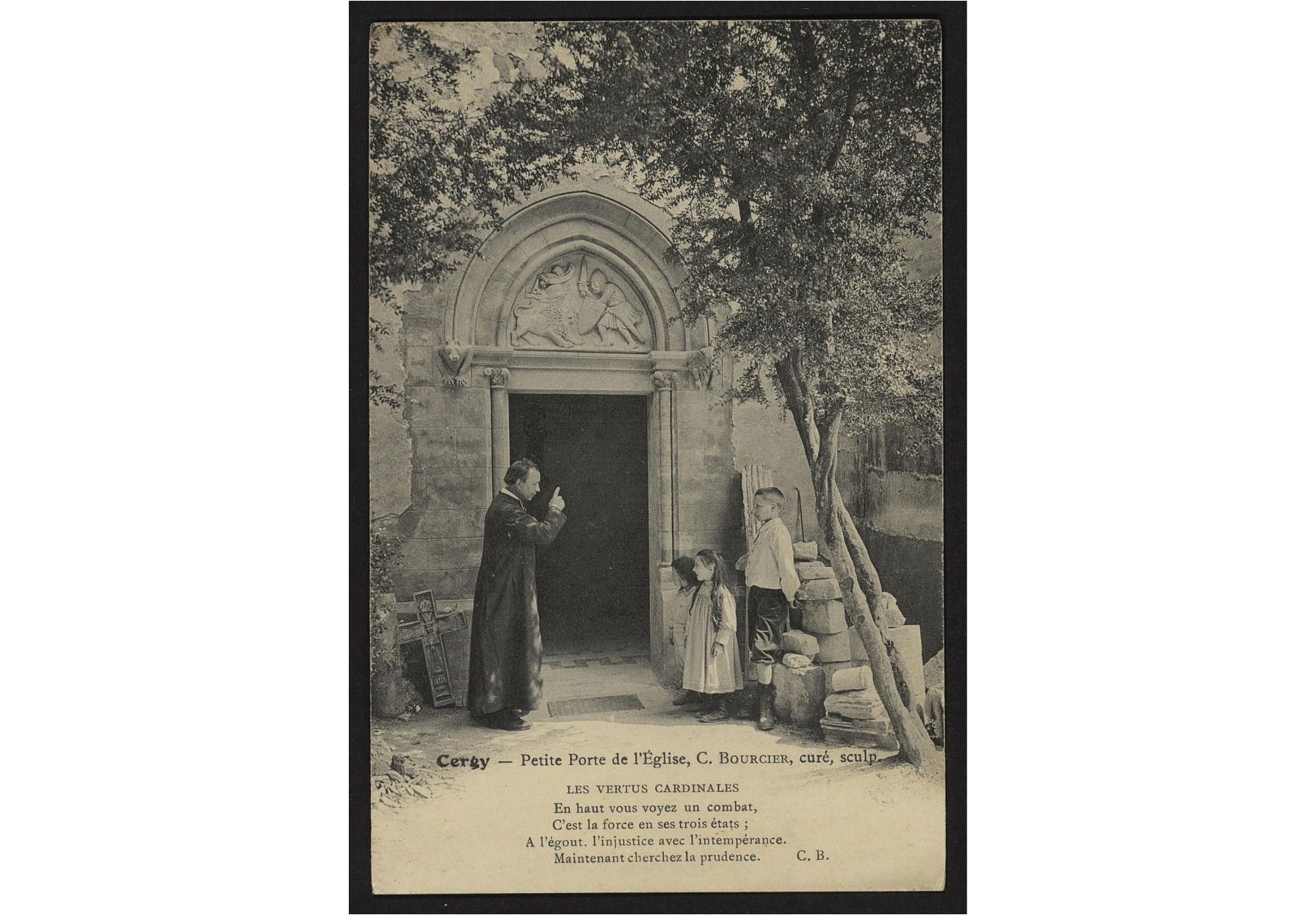
Carte postale "Les vertus cardinales"

Charles Bourcier disposera dans trois fausses arcades et trois pierres de 85 cm de haut sur et 44 cm de large, à l'est du porche, la liste gravée de ses prédécesseurs :
| 1592      | Denis Bourgeot                                                  |
| 1628      | Louis Bordereau                                                 |
| 1637      | Jean Dupuis                                                     |
| 1638      | Richard de la Mer                                               |
| 1639      | David de Berneval                                               |
| 1647      | Nicolas de Huictmill                                            |
| 1656      | Denis Lefebvre, compétiteur Georges Fastier                     |
| 1660      | Guillaume Desgroulx                                             |
| 1670      | Antoine Demachy                                                 |
| 1714      | Jean Moreau                                                     |
| 1754      | J. Joseph Cresson                                               |
| 1782      | Jean Baptiste Massieu, député, évêque constitutionnel de l'Oise |
| 1791-1793 | Thomas Néel, Vicaire, curé schismatique                         |
| 1804      | Guillaume Morel                                                 |
| 1815      | Jean Baptiste Brandin                                           |
| 1823      | Théodore Lefaux                                                 |
| 1836      | P. François Wacogne                                             |
| 1867      | Charles D Bourguignon                                           |
| 1872      | Alexandre A. Dupuis                                             |
| 1886      | Paul E. Le Ronne                                                |
| 1888      | Eugène G. Rebouché                                              |
| 1890      | Charles L J Bourcier                                            |

En complément de ses talents de sculpteur Charles Bourcier donne une interprétation de trois chapiteaux lors d'une publication aux Mémoires de la société historique et archéologique de arrondissement de Pontoise et du Vexin (Tome 36).
Ses différentes activités sont listées et reconnues notamment lors de son décès dans L’Écho Pontoisien du 21 février 1924.  

## Hommages
Une rue de l'Abbé Bourcier existe à Cergy, non loin du village.